# Friedrich-August-Schacht

„Vitriolwerk“ im Topographischen Atlas des Königreichs Sachsen (1821/22)

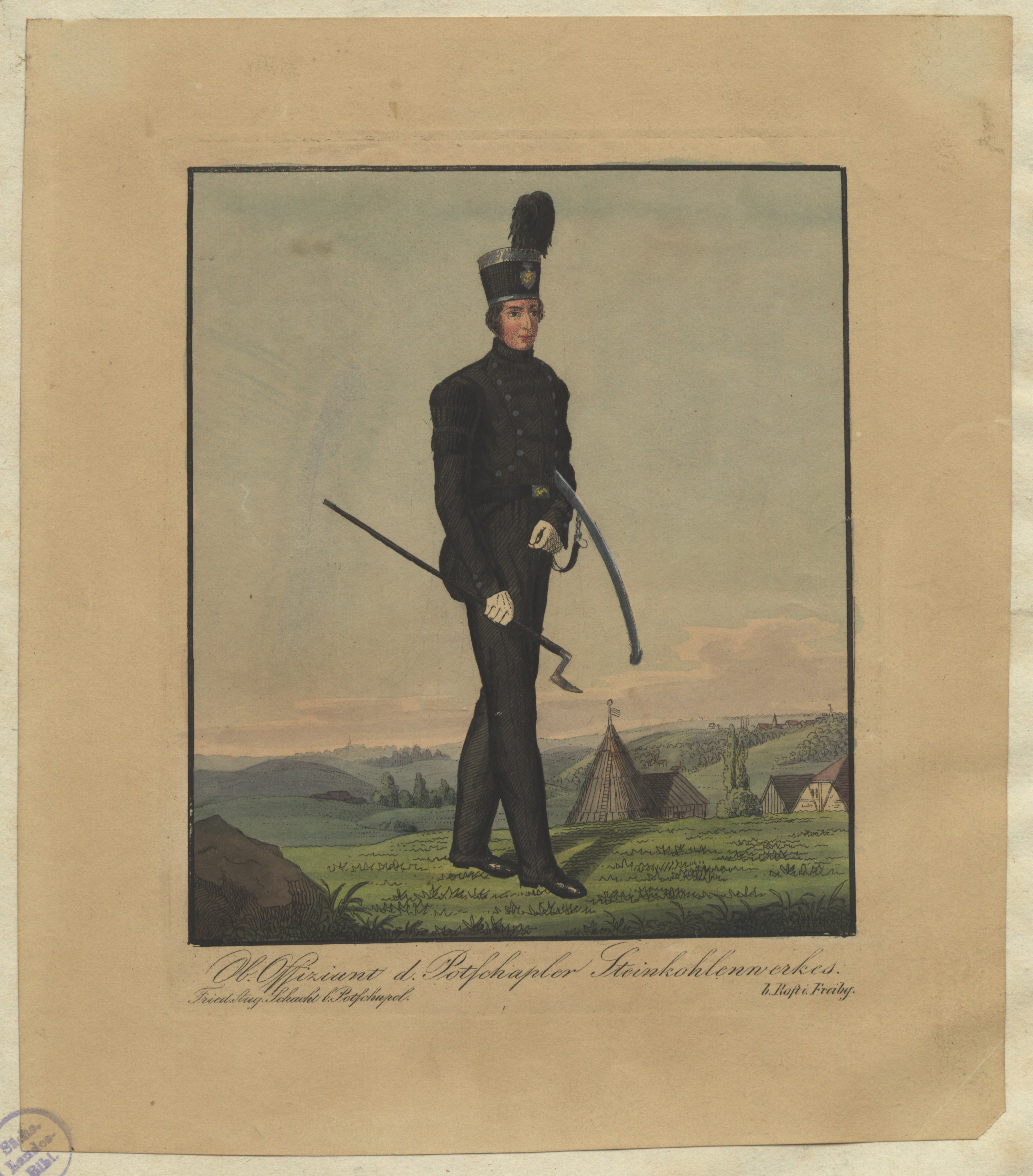
Beamter um 1830

Der Friedrich-August-Schacht war eine Steinkohlengrube des Potschappler Aktienvereins. Der Schacht lag im zentralen Teil der Steinkohlenlagerstätte des Döhlener Beckens auf Potschappler Flur.

## Geschichte
Der Besitzer des Rittergutes Potschappel, Ernst Heinrich Freiherr von Hagen, begann 1795 mit dem Teufen des Schachtes. Der bei 230 m ü. NN angesetzte Schacht erreichte eine Teufe von 78,70 Metern. Bei ca. 73 Meter wurde das 1. Flöz durchteuft. Das bei ca. 77 Metern durchteufte 2. Flöz hatte eine Mächtigkeit von 1,40 Meter. Zur Entwässerung des Grubenfeldes diente der in einer Teufe von 76,30 Metern einkommende Potschappler Stolln. Vom Füllort des Schachtes wurde im Flöz eine Tagesstrecke aufgefahren.
Der Schacht wurde in erster Linie zur Versorgung einer Vitriolsiederei geteuft. Nach mehrfachen Besitzerwechsel wurde das Grubenfeld und der Schacht von dem derzeitigen Besitzer des Rittergutes Potschappel, Johann Gustav Klette, im Jahr 1836 an den Potschappler Aktienverein verkauft. 1837 wurde der Schacht abgeworfen. Die Gesamtfördermenge in der Betriebszeit betrug 13.984 Tonnen.